# Czarnogórski Kościół Prawosławny
Czarnogórski Kościół Prawosławny (czarnog. Црногорска православна црква) – jeden z niekanonicznych Kościołów prawosławnych, obejmujący swoją jurysdykcją część parafii prawosławnych na terenie Czarnogóry i w diasporze. Od 2024 roku, przy wsparciu władz państwowych, stara się o uzyskanie tomosu od Patriarchatu Ekumenicznego.

## Historia prawosławia na terenie Czarnogóry
Chrześcijaństwo dotarło na tereny dzisiejszej Czarnogóry już w starożytności, gdy region ten znajdował się pod wpływem Cesarstwa Rzymskiego, a później Bizantyjskiego. Na przestrzeni wieków, chrześcijaństwo na tych terenach rozwijało się w różnych formach, z dominującym wpływem prawosławia.
W średniowieczu obszar ten był częścią różnych państw słowiańskich, w tym Księstwa Duklji i późniejszego Królestwa Zety. W XIII wieku powstała Metropolia Zeta, która była pod jurysdykcją Serbskiego Kościoła Prawosławnego, co stanowiło ważny krok w rozwoju prawosławia na tych terenach.
Po upadku Serbskiego Państwa w wyniku bitwy na Kosowym Polu w 1389 roku, metropolia czarnogórska znalazła się w trudnej sytuacji, narażona na zagrożenia zarówno ze strony Osmanów, jak i Wenecjan. W 1484 roku siedziba metropolii została przeniesiona do Cetinje. 
W XV wieku, po upadku Królestwa Zety, obszar ten znalazł się pod panowaniem Imperium Osmańskiego. Mimo to, Metropolia Czarnogóry (dawna Zeta) zachowała pewną niezależność kościelną i była kierowana przez metropolitów z rezydencją w Cetinje. Byli oni nie tylko duchownymi przywódcami, ale także liderami politycznymi Czarnogórców.
W XIX wieku, wraz z rosnącymi ruchami narodowymi na Bałkanach, Czarnogóra uzyskała formalną niepodległość w 1878 roku na mocy decyzji Kongresu Berlińskiego. W tym czasie Metropolia Czarnogóry działała jako niezależna instytucja, mimo że formalnie była częścią Serbskiego Kościoła Prawosławnego.
W 1766 roku Czarnogórska Cerkiew Prawosławna stała się faktycznie autokefaliczna, działając niezależnie od Konstantynopola i innych patriarchatów. Status ten został potwierdzony w konstytucji Księstwa Czarnogóry z 1905 roku, która uznała autokefalię Czarnogórskiej Cerkwi Prawosławnej na poziomie państwowym.
Po I wojnie światowej i utworzeniu Królestwa Serbów, Chorwatów i Słoweńców (później Jugosławia), Metropolia Czarnogóry została zintegrowana z Serbskim Kościołem Prawosławnym, co oznaczało utratę jej autonomii. Po II wojnie światowej, Jugosławia przeszła pod kontrolę komunistów, co wpłynęło na sytuację kościołów w regionie. Serbski Kościół Prawosławny, w tym także jego jednostki w Czarnogórze, działał pod ścisłą kontrolą państwa.

## Cerkiew po 1993 roku
Czarnogórski Kościół Prawosławny w nowej rzeczywistości państwowej został powołany do życia przez duchownego Antonije Abramovicia i grupę czarnogórskich działaczy narodowych 31 października 1993 i w 1999 uzyskał status wspólnoty religijnej, zgodnie z prawem czarnogórskim. Do 1996 na czele Kościoła stał Antonije Abramović, a po jego śmierci nowym zwierzchnikiem wspólnoty został wybrany arcybiskup Michał (Miraš Dedeić). Od 2023, decyzją Zgromadzenia Ogólnego Kościoła, zwierzchnikiem Czarnogórskiego Kościoła Prawosławnego jest metropolita Borys, który posługuje się tytułem arcybiskupa Cetyni i metropolity Czarnogóry.

## Kryzys administracyjny
Kościół przez ostatnie lata przeżywał poważny kryzys instytucjonalny, który wywołał szereg skandali i publicznych oskarżeń wśród duchowieństwa. Problemy w Kościele wynikają z autorytarnych rządów poprzedniego metropolity, arcybiskupa Michała, który ustanowił autokratyczny system podejmowania decyzji, co doprowadziło de facto do wykluczenia Synodu i Rady Metropolitalnej z procesu zarządzania Kościołem.
Metropolita Michał, który objął urząd w 1998 roku, nie miał wizji ani energii do rozwijania Kościoła, co stopniowo prowadziło do jego izolacji od duchowieństwa i wiernych. Michał ignorował krytyczne opinie większości duchowieństwa, co stworzyło barierę między nim a większością wiernych. W rezultacie praca Kościoła została sparaliżowana, a jego pozycja w społeczeństwie osłabiona.
Kryzys w Czarnogórskiej Cerkwi pogłębiają również problemy prawne związane z ważnością statutu Kościoła z 2009 roku, która nigdy nie została formalnie opublikowana, co podważa jej moc prawną. Blokowanie prac Synodu przez metropolitę uniemożliwiło jakiekolwiek prawne działania przeciwko niemu, co dodatkowo skomplikowało sytuację.
Duchowieństwo i wierni Kościoła w 2023 roku podjęli decyzję o zwołaniu Zgromadzenia Ogólnego Czarnogórskiego Kościoła Prawosławnego w celu uregulowania sytuacji wewnątrz Kościoła. W zgromadzeniu wzięło udział około 10 000 osób, w tym większość duchowieństwa CPC, wielu intelektualistów czarnogórskich oraz prominentnych Czarnogórców. 
Podczas zgromadzenia podjęto trzy kluczowe decyzje:
1. Przejście na emeryturę metropolity Michała: Zgromadzenie postanowiło, że metropolita Michał, ze względu na swój wiek i zmniejszone zaangażowanie w ostatnich latach, przechodzi na emeryturę, zachowując honorowy tytuł metropolity do końca życia. Decyzja ta była uznaniem jego wkładu w Kościół, ale także odpowiedzią na jego autorytarne rządy, które doprowadziły do kryzysu we wspólnocie.
2. Wybór nowego metropolity: Na nowego metropolitę wybrano biskupa Borysa, biskupa eparchii qstroškiej. Jego wybór był odpowiedzią na potrzebę zmiany przywództwa i przywrócenia normalnego funkcjonowania Kościoła. Biskup Borys jest postrzegany jako osoba z wizją i energią potrzebną do odbudowy CPC i wzmocnienia jego pozycji w społeczeństwie.
3. Uznanie Antoniego Abramovicia za świętego: Zgromadzenie oficjalnie uznało zmarłego metropolitę Antoniego Abramovicia za świętego. Był on pierwszym metropolitą Kościoła po jego reaktywacji w 1993 roku i odegrał kluczową rolę w odrodzeniu Kościoła.

Podjęte decyzje zostały zaakceptowane przez większość wiernych i duchowieństwa Kościoła, co podkreśliło legitymizację zgromadzenia jako reprezentatywnego organu decyzyjnego. Jednakże, wybór nowego metropolity nie spotkał się z aprobatą rządu Czarnogóry, który ze względu na prorosyjskie nastawienie, uważa, że emerytowany metropolita Michała nadal jest zwierzchnikiem Kościoła.
De facto, wokół emerytowanego metropolity zgromadzona jest niewielka garstka wiernych oraz jeden prezbiter i jeden diakon, zaś pozostała część episkopatu nie utrzymuje z nim żadnego kontaktu. Bezwzględna większość wiernych, duchownych, zaakceptowała wybór nowego metropolity, jednocześnie angażując się w odbudowę życia cerkiewnego w swoim kraju, czego dowodem była wielotysięczna frekwencja na Zgromadzeniu Ogólnym. 
24 czerwca 2024 r. Najwyższy Sąd Administracyjny Czarnogóry wydał wyrok, nakazując Ministerstwu Sprawiedliwości uznanie metropolity Borysa za zwierzchnika Czarnogórskiego Kościoła Prawosławnego. Decyzja ta zakończyła trwający kryzys administracyjny, wynikający z odmowy Ministerstwa zarejestrowania metropolity Borysa jako nowego przywódcy Kościoła. Sąd uznał, że ministerialne odrzucenie wniosku było bezpodstawne, uwzględniając autonomię religijną kościoła oraz nieważność wewnętrznych statutów, które nie zostały oficjalnie ogłoszone. Nowy lider został wybrany zgodnie z tradycją na Zgromadzeniu Ogólnym 3 września 2023 r.
W 2024 roku został wznowiony kontakt z Patriarchatem Ekumenicznym, mający na celu uzyskanie (de facto przywrócenie) tomosu przez Czarnogórski Kościół Prawosławny.

## Monastycyzm na terenie Czarnogóry
Monastycyzm dotarł na tereny Bałkanów, w tym do Czarnogóry, w okresie średniowiecza, kiedy to wpływy Bizancjum były dominujące w regionie. Pierwsze monastery na tych terenach zaczęły powstawać już w IX i X wieku, głównie za sprawą misjonarzy i mnichów, którzy przenosili wzorce monastycznego życia z Bizancjum i innych centrów monastycznych.
Jednym z najważniejszych monasterów wczesnego okresu monastycznego na terenie Czarnogóry jest monaster św. Sergiusza i Bakchusa, założony w IX wieku. Monaster ten, położony w malowniczej okolicy, stał się ważnym ośrodkiem duchowym i kulturalnym. Mnisi z tego monasteru byli znani ze swojej pobożności, jak również z działalności edukacyjnej i charytatywnej.
Wraz z upływem czasu, w Czarnogórze zaczęły powstawać kolejne monastery, które odgrywały kluczową rolę w rozwoju duchowym i kulturowym regionu. Jednym z najważniejszych monasterów w historii Czarnogóry jest monaster Ostrog, założony w XVII wieku przez św. Bazylego Ostrogskiego. Monaster ten, wykuty w skałach góry Ostrog, stał się jednym z najważniejszych miejsc pielgrzymkowych na Bałkanach. Mnisi z Ostrogu byli znani ze swojej gorliwości modlitewnej, ascezy oraz cudów przypisywanych św. Bazylemu, który jest czczony jako święty i cudotwórca.
Ze względu na zawirowania geopolityczne, monastery na Bałkanach znajdują się dzisiaj na terenach administracyjnych Kosowa, Serbii i Czarnogóry.

### Rozwój monastycyzmu w średniowiecznej Czarnogórze
Rozwój monastycyzmu w średniowiecznej Czarnogórze miał ogromne znaczenie dla kształtowania się duchowego, kulturalnego i społecznego krajobrazu regionu. Monastery, które powstawały w tym okresie, stały się nie tylko ośrodkami modlitwy i ascezy, ale także centrami edukacji, kultury i działalności charytatywnej.

#### Monaster św. Jerzego na wyspie na jeziorze Szkoderskim
Jednym z najważniejszych monasterów średniowiecznej Czarnogóry był monaster św. Jerzego, założony w XI wieku na wyspie na jeziorze Szkoderskim. Monaster ten, położony w malowniczej okolicy, stał się znaczącym ośrodkiem duchowym i kulturalnym. Mnisi z tego monasteru byli znani ze swojej pobożności oraz działalności na rzecz zachowania i przekazywania wiedzy teologicznej i literackiej.
Monaster św. Jerzego był miejscem, gdzie mnisi kopiowali manuskrypty, tworząc w ten sposób cenne archiwa literatury religijnej i świeckiej. Działała tam także szkoła, w której mnisi uczyli miejscowych chłopców czytania, pisania oraz podstaw teologii. Dzięki tym działaniom monaster św. Jerzego stał się ważnym centrum edukacji, które przyczyniło się do podniesienia poziomu wiedzy i kultury w regionie.

#### Monaster Savina
Kolejnym istotnym monasterem był monaster Savina, założony w XII wieku w Herceg Novi, nad Adriatykiem. Monaster ten stał się ważnym ośrodkiem duchowym i kulturalnym, przyciągającym mnichów i pielgrzymów z całego regionu. Mnisi z Saviny prowadzili działalność edukacyjną, kopiowali manuskrypty i tworzyli dzieła sztuki religijnej, przyczyniając się do rozwoju kultury i duchowości w Czarnogórze.
Monaster Savina był znany ze swojego skryptorium, gdzie mnisi przepisywali manuskrypty, tworząc cenne kopie Pisma Świętego, tekstów liturgicznych oraz dzieł Ojców Kościoła. Dzięki ich pracy, wiele ważnych tekstów przetrwało do naszych czasów. Monaster ten był również miejscem, gdzie powstawały ikony i inne dzieła sztuki religijnej, które były rozprowadzane po całym regionie, wzmacniając duchową i kulturową jedność Czarnogóry.

#### Monaster św. Mikołaja w Prčanju
Monaster św. Mikołaja w Prčanju, założony w XIII wieku, również odegrał ważną rolę w średniowiecznej Czarnogórze. Położony na wybrzeżu, monaster ten był ważnym ośrodkiem handlowym i kulturalnym. Mnisi z monasteru św. Mikołaja byli zaangażowani w handel morski, co pozwoliło im na zdobywanie środków na działalność charytatywną i edukacyjną.
Monaster św. Mikołaja stał się także miejscem schronienia dla podróżnych i pielgrzymów, którzy przybywali do Czarnogóry. Mnisi prowadzili hospicjum, w którym zapewniali opiekę medyczną i duchową potrzebującym. Monaster ten był również znany ze swojej biblioteki, która zawierała liczne manuskrypty i księgi, stanowiące ważne źródło wiedzy dla lokalnej społeczności.

#### Monaster św. Trójcy w Pljevljach
Monaster św. Trójcy w Pljevljach, założony w XIV wieku, był kolejnym ważnym ośrodkiem duchowym i kulturalnym w średniowiecznej Czarnogórze. Monaster ten, położony w górzystym terenie, stał się miejscem schronienia i duchowej odnowy dla mnichów i wiernych. Mnisi z monasteru św. Trójcy byli znani ze swojej pobożności, ascezy oraz działalności na rzecz lokalnej społeczności.
W monasterze św. Trójcy działała szkoła, w której mnisi uczyli młodzież czytania, pisania oraz podstaw teologii. Monaster ten był również miejscem, gdzie powstawały liczne dzieła sztuki religijnej, w tym ikony, freski i rękopisy. Mnisi z monasteru św. Trójcy byli zaangażowani w działalność charytatywną, wspierając ubogich i potrzebujących w okolicznych wsiach.

#### Monaster św. Stefana pod Ostrogą
Monaster św. Stefana pod Ostrogą, założony w XV wieku, był jednym z najważniejszych monasterów w średniowiecznej Czarnogórze. Monaster ten, położony w trudno dostępnej górskiej okolicy, stał się miejscem schronienia dla mnichów i wiernych w czasach najazdów i wojen. Mnisi z monasteru św. Stefana byli znani ze swojej gorliwości modlitewnej, ascezy oraz działalności charytatywnej.
Monaster św. Stefana pod Ostrogą był również miejscem, gdzie przechowywano cenne relikwie i manuskrypty. Mnisi kopiowali teksty liturgiczne, teologiczne oraz literackie, tworząc cenne archiwa, które przetrwały do naszych czasów. Monaster ten był również miejscem pielgrzymek, przyciągającym wiernych z całego regionu, którzy przybywali, aby modlić się i szukać duchowego wsparcia.

#### Monaster św. Piotra Cetyńskiego
Monaster św. Piotra Cetyńskiego, założony w XV wieku, odegrał szczególnie ważną rolę w historii Czarnogóry. Położony w stolicy regionu, Cetynii, monaster stał się nie tylko duchowym, ale także politycznym centrum kraju. Mnisi z tego monasteru byli znani ze swojej gorliwości religijnej i patriotyzmu, a monaster ten był miejscem schronienia dla czarnogórskich władców w czasach niepokojów.
Monaster św. Piotra Cetyńskiego przechowuje wiele cennych relikwii, w tym rękopisów, ikon i przedmiotów liturgicznych. Biblioteka monasterska zawierała liczne dzieła teologiczne, liturgiczne i historyczne, które były kopiowane i przechowywane przez mnichów. Monaster ten odegrał kluczową rolę w zachowaniu narodowej tożsamości i religijnego dziedzictwa Czarnogóry.

#### Monaster Morača
Monaster Morača, założony w XIII wieku, również miał duże znaczenie w średniowiecznej Czarnogórze. Położony w malowniczej dolinie nad rzeką Morača, monaster ten stał się ośrodkiem duchowego i kulturalnego życia regionu. Mnisi z Morača byli znani ze swojej działalności edukacyjnej, kopiowania manuskryptów oraz tworzenia dzieł sztuki religijnej.
Freski zdobiące wnętrza monasteru Morača są jednymi z najważniejszych zabytków sztuki średniowiecznej w Czarnogórze. Przedstawiają one sceny biblijne, postaci świętych oraz momenty z życia Chrystusa i Matki Bożej. Dzięki pracy mnichów, monaster Morača stał się centrum artystycznym, które przyciągało artystów i uczonych z całego regionu.

#### Monaster Podmaine
Monaster Podmaine, założony w XIV wieku w pobliżu Budvy, również odegrał ważną rolę w historii Czarnogóry. Mnisi z tego monasteru byli znani ze swojej pobożności, ascezy oraz działalności edukacyjnej i charytatywnej. Monaster Podmaine był miejscem, gdzie młodzi chłopcy mogli zdobywać wykształcenie w dziedzinie teologii, literatury i nauk ścisłych.
Monaster Podmaine był także miejscem schronienia dla ludności w czasach najazdów i wojen. Mnisi zapewniali opiekę duchową i materialną, organizując pomoc dla ubogich, chorych i potrzebujących. Monaster ten stał się symbolem duchowego oporu i solidarności w trudnych czasach, przyczyniając się do zachowania duchowego dziedzictwa regionu.

#### Monaster Reževići
Monaster Reževići, założony w XIII wieku w pobliżu Petrovac, również miał duże znaczenie w średniowiecznej Czarnogórze. Monaster ten, położony nad Adriatykiem, był ważnym ośrodkiem duchowym i kulturalnym. Mnisi z Reževići byli zaangażowani w działalność edukacyjną, kopiowanie manuskryptów oraz tworzenie dzieł sztuki religijnej.
Monaster Reževići był znany ze swojej biblioteki, która zawierała liczne manuskrypty i księgi liturgiczne. Mnisi kopiowali teksty teologiczne, liturgiczne oraz literackie, tworząc cenne archiwa, które przetrwały do naszych czasów. Monaster ten był również miejscem pielgrzymek, przyciągającym wiernych z całego regionu, którzy przybywali, aby modlić się i szukać duchowego wsparcia.

#### Monaster św. Mikołaja w Vranjina
Monaster św. Mikołaja, założony w XIII wieku na wyspie Vranjina na jeziorze Szkoderskim, był jednym z najważniejszych ośrodków monastycznych w średniowiecznej Czarnogórze. Położony w strategicznym miejscu, monaster ten odegrał kluczową rolę w życiu religijnym, kulturalnym i politycznym regionu. Mnisi z monasteru św. Mikołaja byli znani z pobożności, działalności edukacyjnej oraz zaangażowania w sprawy społeczne.
Monaster św. Mikołaja stał się ważnym ośrodkiem kopiowania manuskryptów i tworzenia dzieł sztuki religijnej. Mnisi pracowali nad zachowaniem i przekazywaniem tekstów liturgicznych, teologicznych i literackich, tworząc cenne archiwa, które miały ogromne znaczenie dla kultury regionu. Monaster ten był również miejscem schronienia dla pielgrzymów i podróżnych, którzy przybywali do Czarnogóry w poszukiwaniu duchowego wsparcia i pocieszenia.

#### Monaster św. Dymitra w Gornji Brčeli
Monaster św. Dymitra, założony w XIV wieku w Gornji Brčeli, również odegrał ważną rolę w średniowiecznej Czarnogórze. Monaster ten, położony w malowniczej górskiej okolicy, stał się ośrodkiem duchowego i kulturalnego życia regionu. Mnisi z monasteru św. Dymitra byli zaangażowani w działalność edukacyjną, kopiowanie manuskryptów oraz tworzenie dzieł sztuki religijnej.
Freski zdobiące wnętrza monasteru św. Dymitra są jednymi z najważniejszych zabytków sztuki średniowiecznej w Czarnogórze. Przedstawiają one sceny biblijne, postaci świętych oraz momenty z życia Chrystusa i Matki Bożej. Dzięki pracy mnichów, monaster św. Dymitra stał się centrum artystycznym, które przyciągało artystów i uczonych z całego regionu.

#### Monaster św. Michała Archanioła na Prevlace
Monaster św. Michała Archanioła, założony w XII wieku na półwyspie Prevlaka, był kolejnym ważnym ośrodkiem monastycznym w średniowiecznej Czarnogórze. Położony nad Adriatykiem, monaster ten odegrał kluczową rolę w życiu duchowym i kulturalnym regionu. Mnisi z monasteru św. Michała Archanioła byli znani ze swojej pobożności, działalności edukacyjnej oraz zaangażowania w sprawy społeczne.
Monaster św. Michała Archanioła stał się ważnym ośrodkiem kopiowania manuskryptów i tworzenia dzieł sztuki religijnej. Mnisi pracowali nad zachowaniem i przekazywaniem tekstów liturgicznych, teologicznych i literackich, tworząc cenne archiwa, które miały ogromne znaczenie dla kultury regionu. Monaster ten był również miejscem schronienia dla pielgrzymów i podróżnych, którzy przybywali do Czarnogóry w poszukiwaniu duchowego wsparcia i pocieszenia.

#### Monaster Podostrog
Monaster Podostrog, założony w XV wieku w pobliżu miasta Budva, również odegrał ważną rolę w historii Czarnogóry. Mnisi z tego monasteru byli znani ze swojej pobożności, ascezy oraz działalności edukacyjnej i charytatywnej. Monaster Podostrog był miejscem, gdzie młodzi chłopcy mogli zdobywać wykształcenie w dziedzinie teologii, literatury i nauk ścisłych.
Monaster Podostrog był także miejscem schronienia dla ludności w czasach najazdów i wojen. Mnisi zapewniali opiekę duchową i materialną, organizując pomoc dla ubogich, chorych i potrzebujących. Monaster ten stał się symbolem duchowego oporu i solidarności w trudnych czasach, przyczyniając się do zachowania duchowego dziedzictwa regionu.

#### Monaster św. Sawy w Dečani
Monaster św. Sawy, założony w XIII wieku w Dečani, odegrał kluczową rolę w rozwoju duchowego i kulturalnego życia Czarnogóry. Monaster ten, położony w górzystym regionie, stał się ośrodkiem edukacji, sztuki i działalności charytatywnej. Mnisi z Dečani byli znani ze swojej pobożności, pracy nad kopiowaniem manuskryptów oraz tworzeniem dzieł sztuki religijnej.
Freski zdobiące wnętrza monasteru św. Sawy są jednymi z najważniejszych zabytków sztuki średniowiecznej w Czarnogórze. Przedstawiają one sceny biblijne, postaci świętych oraz momenty z życia Chrystusa i Matki Bożej. Dzięki pracy mnichów, monaster św. Sawy stał się centrum artystycznym, które przyciągało artystów i uczonych z całego regionu.

## Organizacja
11 stycznia 2007 zebrał się po raz pierwszy Święty Synod Czarnogórskiego Kościoła Prawosławnego, który w pierwszym dekrecie potwierdził status autokefaliczny Kościoła. Na czele Świętego Synodu stoi metropolita Borys. Terytorium Czarnogóry podzielono na pięć eparchii: Cetyńską, Duklańską, Primorską, Ostrošką i Beranską. Kościół posiada również wikariaty we Włoszech, Rumunii, USA.

## Działalność
Duchowni należący do Czarnogórskiego Kościoła Prawosławnego pełnią posługę liturgiczną w kilkunastu świątyniach wokół Cetinje, a także w wybudowanej niedawno świątyni w Kotorze. W czasie świąt nabożeństwa odbywają się także pod gołym niebem. Duchowni związani z Kościołem działają w diasporach także w Australii (Nowa Południowa Walia), Argentynie (prowincja Chaco), Rumunii oraz Polsce.

## Episkopat
W czerwcu 2025 roku Synod Biskupów składał się z czterech biskupów - jednego metropolity i dwóch biskupów diecezjalnych:
- metropolita Czarnogóry Borys - Zwierzchnik Czarnogórskiego Kościoła Prawosławnego;
- biskup dukliański Iwan - wikariusz tronu metropolitalnego Czarnogórskiego Kościoła Prawosławnego;
- biskup prewalitański Łukasz - biskup Wikariatu Rumuńskiego;
- biskup Mikołaj - namiestnik ukraińskiej stauropigii Czarnogórskiego Kościoła Prawosławnego.

## Proces autokefalii i starania o tomos od Patriarchatu Ekumenicznego
W 1993 roku Czarnogórski Kościół Prawosławny ogłosił swoją autokefalię, jednak dotychczas nie została ona uznana przez żaden z autokefalicznych Kościołów prawosławnych. Zgodnie z oceną tych Kościołów, jedyną legalną administracją prawosławną w Czarnogórze jest Metropolia Czarnogóry i Przymorza, która jest częścią Serbskiego Kościoła Prawosławnego. Na ten moment Czarnogórski Kościół Prawosławny nie utrzymuje żadnych kontaktów z innymi, niekanonicznymi wspólnotami. Do 2019 roku utrzymywał kontakt z Ukraińskim Kościołem Prawosławnym Patriarchatu Kijowskiego, zaś do 2022 roku - z Macedońskim Kościołem Prawosławnym - Arcybiskupstwem Ochrydzkim.

W 2019 roku prawo do samostanowienia się narodu czarnogórskiego w kwestii autokefalii wyraził ówczesny Egzarcha Patriarchatu Ekumenicznego na Ukrainie, abp Daniel (Zelinski), w wywiadzie dla BBC:
Popieram tezę, że każdy naród chcący mieć własną Cerkiew prawosławną powinien mieć prawo ją założyć i domagać się jej uznania przez inne Cerkwie. W tym także jeśli chodzi o Macedonię i Czarnogórę.
Stanowisko Egzarchy spotkało się z ostrą krytyką ze strony Patriarchatu Moskiewskiego, który nazwał podjęcie takich kroków: "próbą utworzenia Kościoła na fundamencie grupy-lokalnych schizmatyków".
Metropolita Borys wielokrotnie podkreślał w mediach pragnienie swojej wspólnoty, aby została uznana za autokefaliczną Cerkiew, otrzymując tomos od Patriarchy Ekumenicznego. Dotychczas, ze względu na sytuację wokół osoby emerytowanego metropolity Michała, Patriarcha Ekumeniczny kategorycznie odmawiał podjęcia rozmów w tym zakresie. 
Od 2024 roku, przy znaczącym wsparciu prezydenta Czarnogóry i po zmianie zwierzchnictwa w Czarnogórskiej Cerkwi, prowadzone są intensywne starania o uzyskanie tomos od Patriarchatu Ekumenicznego. Tomos jest niezwykle ważnym dokumentem, który przyznaje autokefalię, czyli niezależność kościołowi prawosławnemu. Jego uzyskanie ma ogromne znaczenie zarówno religijne, jak i polityczne.
Proces ten jest realizowany w ścisłej współpracy z władzami państwowymi, które aktywnie wspierają działania Kościoła, dążąc do pomyślnego zakończenia starań o uzyskanie formalnego uznania niezależności Czarnogórskiego Kościoła Prawosławnego.